# Christoph David von Urschenbeck
Christoph David von Urschenbeck (* 1576; † 1636) war ein österreichischer Adeliger und Landeshauptmann von Kärnten.

## Leben
Christoph David war der Sohn von Georg Bernhard von Urschenbeck und Anna Maria von Paumgarten. Christoph David war Niederösterreichischer Regierungsrat und Kämmerer und bei der Belagerung von Canisa dabei. 1610 wurde er Landeshauptmann von Kärnten und auch Geheimer Rat.
1632 wurde er von Kaiser Ferdinand II. in den Grafenstand erhoben.
Christoph David Graf von Urschenbeck war Herr von Pottschach, Haimburg und Wartenstein.